# Zraikî, Volodarka
Zraikî (în ucraineană Зрайки) este localitatea de reședință a comunei Zraikî din raionul Volodarka, regiunea Kiev, Ucraina.

## Demografie
Componența lingvistică a localității Zraikî
     Ucraineană (97%)
     Rusă (1,86%)
     Alte limbi (0,43%)
Conform recensământului din 2001, majoritatea populației localității Zraikî era vorbitoare de ucraineană (97%), existând în minoritate și vorbitori de rusă (1,86%).